# Les Révoltés (film, 1920)
Pour les articles homonymes, voir Les Révoltés et Outside the Law.
Pour plus de détails, voir Fiche technique et Distribution.

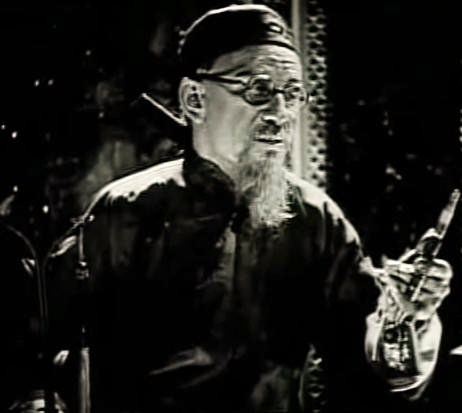
E. Alyn Warren

Les Révoltés (Outside the Law) est un film muet américain réalisé par Tod Browning, sorti en 1920.

## Synopsis
À San Francisco, le gangster Madden renonce au crime et se retire avec sa fille Molly, après avoir reçu les préceptes d'un philosophe de Chinatown, Chang Lo. Un autre gangster, Mike Sylva (amant de Molly), complote alors pour mettre sur le dos de Madden un meurtre.

## Fiche technique
- Titre original : Outside the Law
- Titre français : Les Révoltés
- Titre français alternatif : Révoltée
- Réalisation : Tod Browning
- Assistants réalisateurs : Tom Gubbins et Leo McCarey
- Scénario : Tod Browning et Lucien Hubbard
- Intertitres : Gardner Bradford
- Directeur artistique : E. E. Sheeley
- Directeur de la photographie : William Fildew
- Musique d'accompagnement (DVD, 2002) : Maximilien Mathevon
- Société de production : Universal Film Manufacturing Company
- Société de distribution : Universal Film Manufacturing Company
- Pays de production :  États-Unis
- Langue originale : anglais
- Format : noir et blanc — 35 mm — 1,37:1 — Film muet
- Genre : drame, Film de gangsters
- Durée : 75 minutes
- Dates de sortie :
  - États-Unis : 26 décembre 1920 (première à Los Angeles)
  - États-Unis : 6 janvier 1921
- Licence : domaine public

## Distribution
- Priscilla Dean : Molly Madden alias "Silky Moll"
- Wheeler Oakman : "Dapper" Bill Ballard
- Lon Chaney : "Black" Mike Sylva / Ah Wing
- Ralph Lewis : "Silent" Madden
- E. Alyn Warren : Chang Lo
- Stanley Goethals : le jeune voisin
- Melbourne MacDowell : Morgan Spencer
- Wilton Taylor : l'inspecteur
- John George : le nain, homme de main de Sylva
- Anna May Wong (non créditée) : une jeune chinoise

## Remake
- 1930 : Les Révoltés (Outside the Law) de Tod Browning, avec Mary Nolan, Edward G. Robinson et Owen Moore